# Louis de Salgues de Lescure

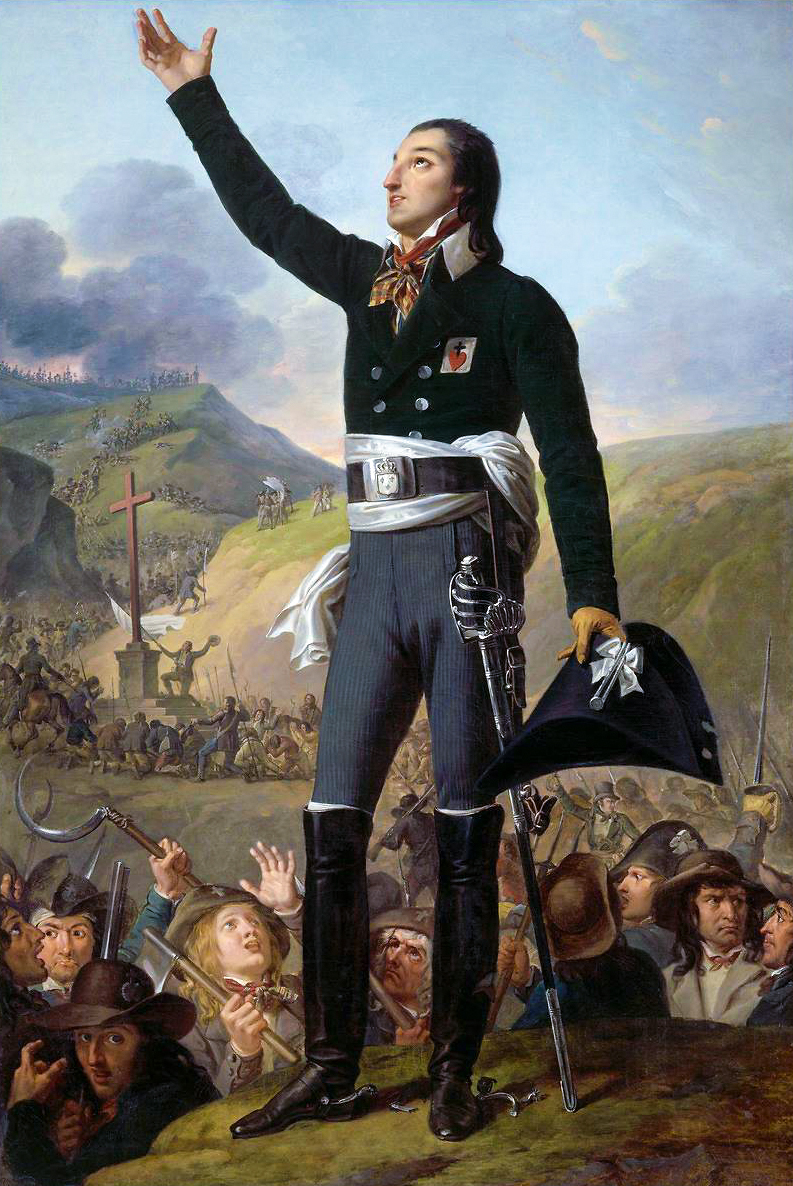
Robert Lefèvre – Louis de Salgues, Marquis de Lescure (fiktives Porträt, 1818)

Louis de Salgues, Marquis de Lescure (* 13. Oktober 1766 in Versailles; † 4. November 1793 in La Pellerine, Département Mayenne) war einer der Anführer der Armée catholique et royale de Vendée während des dortigen Aufstandes in der Zeit der Französischen Revolution.

## Biografie

### Jugend
Louis de Salgues de Lescure entstammte einer verarmten Adelsfamilie, die ursprünglich aus dem Albigeois stammte, später aber im nördlichen Poitou auf Schloss Clisson in Boismé bei Bressuire an der Grenze zum Département Vendée ansässig wurde. Ab dem Alter von 16 Jahren besuchte er die Militärschule (école militaire), wo er sich von den anderen adligen Mitschülern durch seine Ernsthaftigkeit und Frömmigkeit abhob. In den letzten Jahren vor Ausbruch der Revolution war er Kavallerieoffizier. Er heiratete Marie-Louise Victoire de Donnissan auf Schloss Citran im Médoc. Da er für Adel und Klerus das Schlimmste befürchtete, emigrierte er im Jahre 1791 für einige Monate ins Ausland, kehrte aber im Frühjahr 1792 nach Paris zurück, wo er bei der – letztlich erfolglosen – Verteidigung Ludwigs XVI. im Tuilerienschloss (10. August 1792) gegen den Pariser Mob zugegen war. Danach kehrte er auf seinen Besitz bei Bressuire zurück, wo er sich mit seinem jüngeren Cousin Henri de La Rochejaquelein über das weitere Vorgehen beriet.

### Vendée-Aufstand
Die konservativ, d. h. religiös-royalistisch eingestellte und meist bäuerliche Bevölkerung des Poitou und der Vendée missbilligte größtenteils das Vorgehen der Revolutionäre gegen die Ordnung des Ancien Régime. Die Ankündigung einer Truppenaushebung von 300.000 Mann brachte das Fass zum Überlaufen und ein Volksaufstand brach los. Diesem fehlten jedoch Anführer, die die Bauern sich unter den lokalen Adligen suchten, von denen sie wussten oder annahmen, dass sie die Revolution in ähnlicher Weise ablehnten wie sie selbst. So wandten sich die Abgesandten der umliegenden Dörfer an die Grundherrn (seigneurs) der Gegend; im Falle von Bressuire war dies Louis de Salgues de Lescure, bei dem gerade sein Cousin Henri zu Besuch weilte. Ohne Zögern nahmen beide die ihnen angetragene Führungsrolle an, doch M. de Lescure wurde denunziert und von republiktreuen Autoritäten ins Gefängnis von Bressuire gesteckt, aus dem er jedoch schon bald durch die Bauern befreit wurde – ein Umstand, der die Bande zwischen den Bauern und ihrem Anführer noch enger werden ließ. Kurz darauf begannen die kriegerischen Auseinandersetzungen bei Thouars und Fontenay (25./26. Mai 1793), in denen die Armeen der Aufständischen zunächst den Sieg davontrugen. Bei der fehlgeschlagenen Belagerung von Nantes (29. Juni 1793) wendete sich das Blatt und der nie sonderlich geschlossene Haufe von Bauern splitterte sich in einzelne Trupps auf, die sich plündernd und abgerissen nach Hause durchzuschleppen versuchten, wo sie allerdings von den mittlerweile verstärkten republikanischen Truppen angegriffen wurden. Es schien keine andere Option als die des Weiterkämpfens möglich, doch die Niederlagen häuften sich.

### Tod

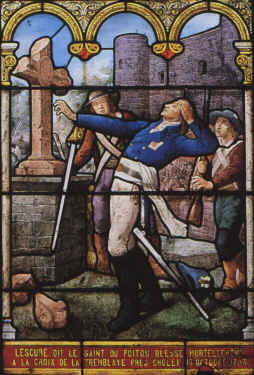
Kirche Saint-Pavin in Le Pin-en-Mauges – Verwundung Louis de Salgues de Lescures (um 1890)

Am 15. Oktober 1793 wurde Louis de Salgues de Lescure in der Schlacht bei La Tremblaye bei Cholet schwer am Kopf verwundet, so dass er auf einer Bahre getragen werden musste. Seine Frau, deren Eltern und das erst einjährige Töchterchen besuchten ihn, was zur damaligen Zeit üblich war; doch dass sie bei ihm blieben, war wohl auch auf die Zerstörung ihres heimatlichen Besitzes (Schloss Clisson) durch Soldaten der Republik zurückzuführen. Kurz nach der verlorenen Schlacht setzte die gesamte Vendée-Armee mit einem Tross von heimatlos gewordenen, zerlumpten und hungrigen Frauen, Kindern und Greisen – insgesamt um die 25.000 Personen – bei Saumur über die Loire in Richtung Norden über – ein Ereignis, das als Virée de Galerne bekanntgeworden ist. Dieser Richtungswechsel hatte im Wesentlichen drei Gründe: Erstens waren in dieser Gegend weniger republikanische Truppen stationiert; zweitens hoffte man die eigene Heimat und die Familien vor Kriegsschäden zu bewahren und drittens bestand die Möglichkeit, sich hier mit erwarteten englischen Heeresteilen zu vereinigen, die jedoch nie eintrafen. Man zog also weiter durch das Land, besetzte für ein oder zwei Tage einen Ort und musste dann weiterziehen. All diese Strapazen waren für den schwer verwundeten Lescure zu viel: Anfangs noch bei klarem Verstand, verfiel er zusehends in eine Agonie und starb am 4. November 1793 beim Ort La Pellerine nahe der Grenze zur Bretagne. Sein Schwiegervater ließ den Leichnam an einem unbekannten Ort beisetzen um ihn vor Schändungen der Republikaner zu bewahren. All diese Ereignisse wurden von seiner Frau, für die die Strapazen mit dem Tod ihres Mannes noch lange nicht zu Ende waren, nachträglich aufgeschrieben und in der ersten Restaurationszeit (1814) veröffentlicht.